# 金科路駅
金科路駅（きんかろ-えき）は、中華人民共和国上海市浦東新区にある上海地下鉄2号線の駅である。

## 駅構造
- 島式ホーム1面2線を有する地下駅。

## 駅周辺
- 上海浦東ソフトウェアパーク

## 沿革
- 2007年7月25日 - 着工。
- 2010年2月24日 - 開業。

## 隣の駅
上海地下鉄
■2号線
張江高科駅 - 金科路駅 - 広蘭路駅